# Jan Friš
Jan Friš (* 19. prosince 1995 Praha) je český atlet, běžec, specializující se na střední a dlouhé tratě. Je několikanásobný mistr ČR, stříbrný medailista z Letní světové univerziády 2019 v Neapoli a osmý mílař finále HME v Istanbulu 2023. Závodí za TJ Dukla Praha.

## Kariéra
Sportovat začal jako fotbalista v České Třebové, ale v mladém věku mu kolektivní sport přestal vyhovovat. V sedmi letech proto začal s běžeckým lyžováním ve Ski klubu Česká Třebová, kde se v letní přípravě věnoval přespolnímu běhu. Ve třinácti letech ho oslovil atletický trenér z Litomyšle, zda by se nechtěl věnovat atletice, převážně běhům. O rok později se připojil k běžecké skupině pod vedením Jaromíra Kopeckého v Chocni.
Pod vedením trenéra Kopeckého v roce 2010 dosáhl prvního titulu mistra ČR v žákovské kategorii v běhu na 1500 m překážek. V Chocni pod jeho vedením trénoval do roku 2012, kdy přestoupil na Sportovní gymnázium Dany a Emila Zátopkových v Ostravě. Zároveň začal závodit za AK SSK Vítkovice. Jeho novým trenérem se stal Vladimír Černý se svou tréninkovou skupinou Black Team. Zde teprve skutečně začala jeho atletická kariéra. Pod vedením trenéra Černého získal několik titulů mistra ČR v mládežnických kategoriích a dostal se na své první velké reprezentační akce: v roce 2013 na ME v přespolním běhu v srbském Bělehradě, v roce 2014 na MS juniorů v americkém Eugene v disciplíně 3000 m překážek a také na ME v přespolním běhu v bulharském Samokově. V témže roce zaběhl v pražské O2 aréně český juniorský halový rekord na 1500 m v hodnotě 3:46,98.
První seniorskou akcí bylo stále pod vedením trenéra Černého Halové mistrovství Evropy 2015 v Praze. Na trati 1500 m skončil v rozběhu a celkově se umístil na 13. místě.
Po maturitě přestoupil do Prahy, kde studuje na Fakultě sociálních věd Univerzity Karlovy marketingové komunikace a PR. Jeho novým trenérem se stal Pavel Červinka a oddílem TJ Dukla Praha. Pod vedením trenéra Červinky se zúčastnil ME do 23 let v polské Bydhošti, Halového mistrovství Evropy 2017 v srbském Bělehradě a Halového mistrovství Evropy 2019 v Glasgow.  Zároveň získal dva tituly mistra ČR v běhu na 1500 m, a to v letech 2016 a 2018, a v roce 2019 titul mistra ČR na 5000 m.
V roce 2019 získal stříbrnou medaili na Letní světové univerziádě v Neapoli na trati 1500 m.
Na podzim roku 2019 ukončil spolupráci s Pavlem Červnikou a začal se připravovat, rovněž na Dukle Praha, pod vedením Josefa Vedry.
Již pod novým trenérem získal v roce 2020 titul halového mistra ČR v běhu na 1500 m. Zároveň si vylepšil osobní rekordy na tratích 800 m, 1500 m a 5000 m. Tentýž rok poprvé v kariéře prolomil hranici 3:40 v běhu na 1500 m - konkrétně 3:39.05 při MČR v Plzni, kde skončil za Filipem Sasínkem na 2.místě. 
V roce 2021 si v halové sezoně zaběhl osobní rekordy na všech distancích: 800 m - 1:47.35 , 1500 m - 3:40.38  a 3000 m - 07:57.72. Zároveň se probojoval do finále HME v polské Toruni, kde obsadil 11. místo na trati 1500m. Venkovní sezona byla opět ve znamení osobních rekordů: 800 m  - 1:46.32 a 1500 m - 3:38.78. 
V sezoně 2022 se poprvé v kariéře probojoval na venkovní evropský šampionát v německém Mnichově, kde v rozběhu obsadil 10. místo. Tentýž rok si opět vylepšil maximum na 1500 m - 3:38.71.
V halové sezoně roku 2023 dosáhl doposud jednoho z největších úspěchu kariéry, když se podruhé za sebou probojoval do finále HME a v něm doběhl na osmém místě. 

## Výkonnostní vývoj
| Rok  | Výkon outdoor | Místo                    | Datum      | Výkon indoor | Místo     | Datum      |
| ---- | ------------- | ------------------------ | ---------- | ------------ | --------- | ---------- |
| 2024 | 3:37.82       | Zlatá Tretra Ostrava     | 28.05.2024 |              |           |            |
| 2023 | 3:39.90       | Dessau-Roßlau            | 17.06.2023 | 3:40.86      | Istanbul  | 03.03.2023 |
| 2022 | 3:38.71       | Ostrava                  | 15.05.2022 | 3:41.01      | Ostrava   | 03.02.2022 |
| 2021 | 3:38.78       | Geneve                   | 12.06.2021 | 3:40.38      | Ostrava   | 03.02.2021 |
| 2020 | 3:39,05       | Plzeň                    | 9.8.2020   | 3:43,45      | Ostrava   | 5.2.2020   |
| 2019 | 3:40,85       | Dessau                   | 14.6.2019  | 3:41,96      | Lucemburk | 2.2.2019   |
| 2018 | 3:41,37       | Memoriál Josefa Odložila | 4.6.2018   | 3:43,69      | Torun     | 15.2.2018  |
| 2017 | 3:42,99       | Memoriál Josefa Odložila | 5.6.2017   | 3:43,72      | Ostrava   | 14.2.2017  |
| 2016 | 3:41,45       | Memoriál Josefa Odložila | 6.6.2016   | 4:02,56      | Linz      | 12.2.2016  |
| 2015 | 3:45,61       | Dessau                   | 29.5.2015  | 3:43,76      | Wien      | 14.2.2015  |
| 2014 | 3:48,68       | Memoriál Josefa Odložila | 3.6.2014   | 3:46,98 (NR) | Praha     | 25.2.2014  |
| 2013 | 3:54,40       | Zürich                   | 9.8.2013   | 3:58,55      | Praha     | 17.2.2013  |
| 2012 | 4:04,91       | Praha                    | 2.9.2012   |              |           |            |
| 2011 | 4:06,13       | Písek                    | 11.9.2011  |              |           |            |

| Trať     | Výkon        | Místo       | Datum      |
| -------- | ------------ | ----------- | ---------- |
| 800m     | 1:46.32      | Kladno      | 15.06.2021 |
| 1000m    | 2:19.15      | Pliezhausen | 08.05.2021 |
| 1500m    | 3:37.82      | Ostrava     | 28.05.2024 |
| 1.míle   | 3:56.29 (h)  | Ostrava     | 04.02.2025 |
| 3000m    | 07:53.29 (h) | Mety        | 08.02.2025 |
| 3000m SC | 9:01,13      | Plzeň       | 18.5.2019  |
| 5000m    | 13:46.73     | Braga       | 14.06.2025 |